# المتحولات الثلاث
المتحولات الثلاث (بالبرتغالية: Super Drags‏)هو مسلسل تلفزيوني كوميدي للرسوم المتحركة البرازيلية للبالغين تم إنشاؤه من قبل أندرسون ماهانسكي، فرناندو مندونسا وباولو ليسكوت. يأتي العرض في أعقاب مغامرات باتريك ودونيزيتي ورالف، وهما صديقان يعملان في أحد المتاجر ويصبحان ثلاثة بطلات: ليمون شيفون، سكارليت كارسيميم وسافيرا سيان، سوبر دراغز، المسؤولة عن حماية مجتمع LGBT.

## وصلات خارجية
- Official websiteالموقع الرسمي
- المتحولات الثلاث على موقع IMDb (الإنجليزية)
- المتحولات الثلاث على موقع نتفليكس (الإنجليزية)
- المتحولات الثلاث على موقع ميوزك برينز (الإنجليزية)
- المتحولات الثلاث على موقع فيلمافينيتي (الإسبانية)
- المتحولات الثلاث على موقع كينوبويسك (الروسية)
- المتحولات الثلاث على موقع ألو سيني (الفرنسية)
- المتحولات الثلاث على موقع قاعدة بيانات الفيلم (الإنجليزية)